# Omar Karami
Omar Abdul Hamid Karami (in arabo عمر عبد الحميد كرامي; Tripoli, 7 settembre 1934 – Beirut, 1º gennaio 2015) è stato un politico libanese.

## Biografia
È stato il Primo ministro del Libano per due diversi periodi: dal dicembre 1990 al maggio 1992 e dall'ottobre 2004 all'aprile 2005.